# Parc national de la Serra da Cutia
Le parc national de la Serra da Cutia est situé dans l'état de Rondônia, au Brésil.

## Localisation
Situé au sein du biome amazonien, le parc s'étend sur 283 501 hectares. Il a été créé le 1er août 2001 et est géré par l'institut Chico Mendes de conservation de la biodiversité.
Le parc couvre une partie des municipalités de Costa Marques et de Guajará-Mirim dans l'État de Rondônia.

## Conservation
Le parc est classé en tant qu'aire protégée de l'IUCN - catégorie II (parc national). L'objectif est de préserver une grande partie de la forêt et de la savane amazonienne, et de protéger les sources qui contribuent à la formation des rivières Cautário, Sotério et Novo.
Le parc comprend une mosaïque d'aires protégées formées de plusieurs unités de conservation et de terres indigènes, constituant le corridor écologique Guaporé/Itenez-Mamoré. L'unité de conservation est soutenue par l'Amazon Region Protected Areas Program.
La zone autour du parc est habitée par une communauté de colons de Surpresa et des communautés indigènes. Malgré les difficultés d'accès au parc, ce dernier ainsi que les zones protégées environnantes souffrent de la chasse, de l'exploitation minière, de la déforestation et du vol de terres.